# Marcelo Miguel Pelissari
Marcelo Miguel Pelissari (20 agosto 1975) è un ex calciatore brasiliano, di ruolo difensore.

## Carriera

### Nazionale
Ha giocato 5 partite nei Mondiali Under-20 del 1995.

## Palmarès

### Club

#### Competizioni statali
- Copa Centro-Oeste: 1

Goiás: 2000
- Campionato Goiano: 1

Goiás: 2000